# Phymatolithon laevigatum
Phymatolithon laevigatum (Foslie) Foslie, 1898  é o nome botânico  de uma espécie de algas vermelhas  pluricelulares do gênero Phymatolithon, subfamília Melobesioideae.
- São algas marinhas encontradas na Europa, Canadá e Estados Unidos (Maine e New Hampshire).

## Sinonímia
= Lithothamnion laevigatum    Foslie, 1895
= Lithothamnion emboloides    Heydrich, 1900